# Danaea riparia
Danaea riparia är en kärlväxtart som beskrevs av Christenh. och Tuomisto. Danaea riparia ingår i släktet Danaea, och familjen Marattiaceae. Inga underarter finns listade i Catalogue of Life.